# Marina Villegas
Marina Villegas y de Gante (1940) es una micóloga, curadora, etnobióloga y profesora mexicana, que desarrolla actividades de investigación y académicas en la "Escuela de Ciencias Biológicas", del Instituto Politécnico Nacional, Universidad Nacional Autónoma de México.

## Algunas publicaciones
- m.l. arreguín Sánchez, c. Rodríguez Jiménez, r. Fernández Nava, r. valenzuela Garza, a.c. mendoza González, marina villegas de Gante. 1994. Historia de los herbarios institucionales y su proyección, México, D.F. Escuela Nacional de Ciencias Biológicas, Instituto Politécnico Nacional

- marina Villegas y de Gante. 1979. Malezas de la Cuenca de México: especies arvenses. Vol. 5 de Publicación, Instituto de Ecología. Editor Instituto de Ecología, 137 pp.

## Honores

### Membresías
- Asociación Etnobiológica de México[3]

- y presidenta honoraria de Congresos Nacionales e Internacionales de los Nopales en México[4]
- La abreviatura «Villegas» se emplea para indicar a Marina Villegas como autoridad en la descripción y clasificación científica de los vegetales.[5]